# Tribsees
Tribsees är en stad i det nordtyska förbundslandet Mecklenburg-Vorpommern. Staden ligger i distriktet Vorpommern-Rügen.
Staden ingår i kommunalförbundet Amt Recknitz-Trebeltal tillsammans med kommunerna Bad Sülze, Dettmannsdorf, Deyelsdorf, Drechow, Eixen, Grammendorf, Gransebieth, Hugoldsdorf och Lindholz.

## Geografi
Tribsees är beläget mellan städerna Rostock och Greifswald vid ån Trebel.
I dag har staden fem ortsdelar: Tribsees, Landsdorf, Rekentin, Siemersdorf och Stremlow.

## Historia
Tribsees omnämns första gången 1136 av Otto av Bamberg. Under 1200-talet fick staden sina stadsrättigheter (1285). Under början av 1300-talet tillhörde staden hertigdömet Mecklenburg(sedan 1328),  men 1355 tillföll den hertigdömet Pommern.

### Trettioåriga kriget
Under trettioåriga kriget intogs Tribsees av Wallenstein 1628 och senare av svenska trupper (februari 1631), som befästade staden. Vid den Westfaliska freden 1648 kom staden till Sverige och blev del av Svenska Pommern. 

### Sedan 1800-talet
Liksom hela Svenska-Pommern tillföll Tribsees Preussen efter Wienkongressen 1815. Under 1800-talet anslöts staden vid en järnvägslinje till Velgast (1895), som existerade fram till 1996, när den nedlagdes.

### Efter den tyska återföreningen
Den 13 juni 1999 sammanslogs staden Tribsees med den dåvarande självständiga orten Siemersdorf. 

### Befolkningsutveckling
Befolkningsutveckling  i Tribsees
Källa:,

## Sevärdheter
- Thomaskyrkan från 1300-talet, uppförd i tegel.
- Stadsportarna Mühlentor och Steintor från 1400-talet
- Louis Douzettes födelsehus